# Appleton (Minnesota)
Appleton és una població dels Estats Units a l'estat de Minnesota. Segons el cens del 2000 tenia 2.871 habitants.

## Demografia
Segons el cens del 2000, Appleton tenia 2.871 habitants, 729 habitatges, i 376 famílies. La densitat de població era de 557 habitants per km².
Dels 729 habitatges en un 23,5% hi vivien nens de menys de 18 anys, en un 40,1% hi vivien parelles casades, en un 8,6% dones solteres, i en un 48,4% no eren unitats familiars. En el 45,5% dels habitatges hi vivien persones soles el 27,4% de les quals corresponia a persones de 65 anys o més que vivien soles. El nombre mitjà de persones vivint en cada habitatge era de 2,02 i el nombre mitjà de persones que vivien en cada família era de 2,82.
Per edats la població es repartia de la següent manera: un 12,1% tenia menys de 18 anys, un 9,2% entre 18 i 24, un 42,7% entre 25 i 44, un 19,9% de 45 a 60 i un 16,2% 65 anys o més.
L'edat mediana era de 39 anys. Per cada 100 dones de 18 o més anys hi havia 266,9 homes.
La renda mediana per habitatge era de 25.950 $ i la renda mediana per família de 40.313 $. Els homes tenien una renda mediana de 26.991 $ mentre que les dones 20.991 $. La renda per capita de la població era de 12.429 $. Entorn del 9,9% de les famílies i el 14,7% de la població estaven per davall del llindar de pobresa.

## Poblacions més properes
El següent diagrama mostra les poblacions més properes.